# Сковородка (Могилёвская область)
Сковоро́дка (бел. Скавародка) — упразднённый посёлок в составе Запольского сельсовета Белыничского района Могилёвской области Белоруссии. Посёлок упразднён в 2015 году.

## География

### Расположение
В 24 км на юго-запад от Белынич, в 26 км от железнодорожной станции Друть (на линии Могилёв — Осиповичи), в 64 км от Могилёва.

## Транспортная система
Транспортная связь по просёлочной дороге, затем по автодороге Могилёв — Минск. Планировка состоит из короткой прямолинейной меридиональной улицы. Застройка деревянными домами усадебного типа.

## История
Основан в 1920-е годы переселенцами с соседних деревень. В 1930-е годы местные жители вступили в колхоз. 
В начале июля 1941 года оккупирован немецко-фашистскими захватчиками. Гитлеровцы сожгли 8 дворов. Во время Великой Отечественной войны на фронтах погибли 4 местных жителя. Освобождён 29 июня 1944 года.
В 1986 году — в составе совхоза «Падевичи» с центром в деревне Заполье.

## Население

### Численность
- 2007 год — 2 двора, 2 жителя.

### Динамика
- 1959 год — 43 жителя.
- 1970 год — 47 жителей.
- 1986 год — 22 жителя.
- 2002 год — 2 двора, 4 жителя[3].
- 2007 год — 2 двора, 2 жителя.